# Марен (Тревизо)
Марен је насеље у Италији у округу Тревизо, региону Венето.
Према процени из 2011. у насељу је живело 9 становника. Насеље се налази на надморској висини од 439 м.